# Instituto de Administração de Projetos Educacionais Futebol Clube
L'Instituto de Administração de Projetos Educacionais Futebol Clube, noto anche semplicemente come IAPE, è una società calcistica brasiliana con sede nella città di São Luís, capitale dello stato del Maranhão.

## Storia
Il club è stato fondato l'8 agosto 2008. L'IAPE ha vinto il Campeonato Maranhense Segunda Divisão nel 2008, e la Copa União do Maranhão nel 2010. È stato eliminato dall'Atlético Mineiro nell'edizione 2011 della Coppa del Brasile.

## Palmarès

### Competizioni statali
- Campeonato Maranhense Segunda Divisão: 2

2008, 2020